# Ivan Kelava
Ivan Kelava (* 20. února 1988, Záhřeb) je chorvatský fotbalový brankář, v současné době hráč klubu Granada CF.
Mimo Chorvatsko působil na klubové úrovni v Itálii a na Slovensku.

## Reprezentační kariéra
Reprezentoval Chorvatsko v mládežnických kategoriích.
Zúčastnil se EURA 2012 konaného v Polsku a na Ukrajině, kde Chorvatsko skončilo se 4 body na nepostupovém třetím místě v základní skupině C za prvním Španělskem a druhou Itálií. Na turnaji byl rezervním brankářem.